# Mount Lacroix
Mount Lacroix (französisch Mont Lacroix) ist ein 640 m hoher und markanter Berg am nordöstlichen Ende der Booth-Insel im Wilhelm-Archipel westlich der Antarktischen Halbinsel. Er ist gekennzeichnet durch steilwandige Kliffs aus rotem Fels und einen abgerundeten Gipfel.
Teilnehmer der Vierten Französischen Antarktisexpedition (1903–1905) kartierten ihn als Erste. Der Expeditionsleiter und Polarforscher Jean-Baptiste Charcot benannte den Berg nach dem französischen Mineralogen und Geologen Antoine Lacroix (1863–1948). Das Advisory Committee on Antarctic Names übertrug 1952 die französische Benennung ins Englische.